# Парламентские выборы в Испании (1986)
Парламентские выборы в Испании 1986 года состоялись 22 июня и стали третьими проведёнными в соответствии с испанской Конституцией 1978 года. Были избраны все 350 членов Конгресса депутатов и 208 из 254 сенаторов.
Выборы прошли после референдума по вопросу испанского членства в НАТО в марте 1986 года и завершились победой социалистов во главе с премьер-министром Фелипе Гонсалесом, выступавших за интеграцию в военно-политический блок. Усилив свои позиции благодаря результатам референдума, Испанская социалистическая рабочая партия (ИСРП) стремилась воспользоваться благоприятной политической ситуацией, одержав в итоге вторую победу подряд, хотя и сократила своё представительство в нижней палате испанского парламента. Её непосредственный конкурент, Народная коалиция Мануэля Фраги, избирательный союз Народного альянса, Народно-демократической и Либеральной партий, осталась на прежнем уровне, практически сохранив свои позиции. Относительно неудачные результаты выборов привели к скорому развалу коалиции.
Демократический и социальный центр бывшего премьера Адольфо Суареса почти в три раза улучшил свои результаты и вышел на третье место с 19 мандатами. Коммунистическая партия Испании (КПИ) после провала на предыдущих выборах смогла несколько улучшить свои позиции, выступив в составе коалиции «Объединённые левые», чему не смог помешать раскол внутри партии, вызванный изгнанием её многолетнего лидера Сантьяго Каррильо, принявшего участие в выборах в рядах коалиции «Круглый стол коммунистического единства» (англ. Mesa para la Unidad de los Comunistas).

## Законодательная власть
Генеральные Кортесы, орган испанской законодательной власти, которые предстояло избрать 22 июня 1986 года, состояли из двух палат: Конгресса депутатов (нижняя палата, 350 депутатов) и Сената (верхняя палата, 208 выборных депутатов). Законодательная инициатива принадлежала обеим палатам, а также правительству, но Конгресс имел большую власть, чем Сенат. Только Конгресс мог утвердить премьер-министра или проголосовать за его отставку, и он мог отменить вето Сената абсолютным большинством голосов. Тем не менее, Сенат обладал несколькими эксклюзивными функциями, в частности, по утверждению конституционных поправок.
Эта система, закреплённая Конституцией Испании 1978 года, должна была предоставить политическую стабильность правительству, а также укрепить позиции премьер-министра, предусматривая вынесение вотума недоверия только Конгрессом. Она также внедрила более эффективную защиту от изменений конституции, требуя участия в принятии поправок обеих палат, а также предусмотрев специальный процесс с более высокими порогами утверждения и строгие требования в отношении общих конституционных реформ или поправок, касающихся так называемых «защищённых положений».

## Избирательная система
В 1985 году был принят новый закон о выборах, заменивший заменил временное законодательство, действовавшее с 1977 года. Таким образом, избирательная система и все процедуры выборов, с некоторыми изменениями, были отныне прописаны в едином законе. В частности, группы избирателей получали право выдвинуть кандидатов только собрав подписи не менее 1 % зарегистрированных избирателей в конкретном районе. Голосование проходило на основе всеобщего избирательного права, с участием всех граждан старше восемнадцати.
348 мест в Конгрессе депутатов были распределены между 50 многомандатными избирательными округами, каждый из которых соответствовал одной из 50 испанских провинций, ещё два места были предназначены для Сеуты и Мелильи. Каждая провинция имела право как минимум на два места в Конгрессе, остальные 248 мест были распределены среди 50 провинций пропорционально их населению. Места в многомандатных округах распределялись по методу д’Ондта, с использованием закрытых списков и пропорционального представительства. В каждом из многомандатных округов к распределению мандатов допускались только списки сумевшие преодолеть порог в 3 % действительных голосов, которые включали и пустые бюллетени.
208 мест в Сенате был распределены между 58 округами. Каждый из 47 округов на полуострове, имел четыре места в Сенате. Островные провинции, Балеарские и Канарские острова, были разделены на девять округов. Три больших округа, Мальорка, Гран-Канария и Тенерифе, получили по три места в Сенате, малые округа, Менорка, Ивиса—Форментера, Фуэртевентура, Гомера—Иерро, Лансароте и Пальма — по одному. Сеута и Мелилья избирали по два сенатора. В общей сложности, в Сенате насчитывалось 208 депутатов, избираемых прямым голосованием, с использованием открытого списка с частичным блоком голосования. Вместо того, чтобы голосовать за партии, избиратели отдавали голоса за отдельных кандидатов. В четырёхмандатных округах избиратели могли проголосовать не более чем за три кандидата, в трёх- и двухмандатных за двух кандидатов, в одномандатных округах за одного кандидата. Кроме того, каждое из автономных сообществ могли избрать по крайней мере одного сенатора и имели право на одно дополнительное место на каждый миллион жителей.

## Предыстория
На выборах 1982 года Испанская социалистическая рабочая партия (ИСРП) одержала беспрецедентную победу, получив возможность сформировать правительство большинства. 2 декабря того же года Конгресс депутатов утвердил новым премьер-министром Испании лидера социалистов Фелипе Гонсалеса, который таким образом стал первым левым во главе испанского правительства за 43 года. Приход к власти к социалистов породило надежды среди широких слоев общества на серьёзные изменения, одновременно вызвав беспокойство в более консервативных кругов. В мае 1983 года ИСРП успешно выступила на муниципальных и региональных выборах в мае 1983 года, сумев получить контроль над большинством автономных сообществ и провинциальных столиц.

### Экономический кризис
В первые месяцы пребывания у власти новому социалистическому правительству пришлось столкнуться с ухудшением экономической ситуации. Несмотря на рост ВВП в 1,3 %, что впрочем было хуже чем прогнозировала ОЭСР (2,5 %), инфляция достигала 15 % в год, по счёту текущих операций страны в 1982 году был зарегистрирован чистый дефицит в размере $4 млрд, уровень безработицы к началу 1983 года вырос до 17 %, дефицит государственного бюджета составил 6 %. Новыё министр Мигель Бойер первым делом осуществил такие меры, как девальвация песеты на 8 % или увеличение на 1 балл соотношения денежных резервов для банков с целью стабилизации сальдо счёта текущих операций за 1983 год. 23 февраля 1983 года правительство ИСРП национализировала холдинг Rumasa в связи с его финансовым положением и из-за предполагаемых мошеннических действий и непрерывного уклонения от инспекционной деятельности Банка Испании. В числе других первых мер правительства выполнило предвыборное обещание ИСРП, сократить время работы до 40 часов в неделю, установить минимальный ежегодный отпуск 30 дней и обеденный перерыв 15 минут.
Затем правительство Гонсалеса было вынуждено проводить непопулярный план экономической стабилизации связанный с реструктуризацией промышленности, что привело к закрытию многих устаревших предприятий, в результате чего к 1985 году уровень безработицы вырос до 21,5 %. К этому времени стало очевидно, что социалисты не моугт выполнить своё предвыборное обещание создать 800 000 рабочих мест в ближайшие четыре года, так что оппозиция получила возможность издевательски говорить, что правительство на самом деле уничтожило 800 000 рабочих мест. В 1985 году была реформирована пенсионная система, в частности, период, используемый для расчёта полных пенсионных выплат был увеличен с 10 до 15 лет, введена новая система переоценки пенсий, которая будет проходить автоматически каждый год пропорционально ожидаемой инфляции. Пенсионный возраст оставался на уровне 65 лет, несмотря на обещание ИСРП сократить его до 64. В то время как эти планы защищались Фелипе Гонсалесом как жизненно важные для восстановления экономики и экономического выравнивания Испании с остальной частью Европы, они в то же время получили широкую критику со стороны профсоюзов (в том числе исторически связанного с социалистами ВСТ), а также части социалистов, что привело к забастовкам и демонстрациям противников экономической политики правительства. Также во время первого срока Гонсалеса на посту главы правительства была утверждена реформа трудового законодательства, которое включала налоговые стимулы для инвесторов, обеспечение дополнительной защиты безработных и другие меры. В 1985 году Бойера на посту министра экономики сменил Карлос Солчага, который, в общих чертах, придерживался политики своего предшественника.

### Внутренние дела
В 1984 году начинается реформа системы здравоохранения. В её рамках, в 1986 году были утвержедны правовые основы для всеобщего здравоохранения в Испании, которая, как планировалась, охватит 98 % населения. Социалисты также предприняли первые шаги по декриминализации абортов в Испании, приянв органический закон 9/1985, который позволял искусственное прерывание беременности в трёх случаях: терапевтический (в случае серьезного риска для физического или психического здоровья беременной женщины) в течение первых 12 недель; криминологический (случаи, когда была изнасилована женщина) в течение первых 22 недель; евгенический (в случае пороков развития или дефектов, физических или психических, у плода) в любое время во время беременности. Также были приняты Органический закон 8/1985, вводивший бесплатное и обязательное образование для детей до 16 лет, и Закон об университетской реформе 1983 года, который адаптировал систему университетов к испанской Конституции 1978 года.
Депутаты, избранные в 1982 году, озаботились и тем, что испанские выборы всё ещё регулируются временными декретами, приняв закон об унификации избирательного законодательства и урегулировав ряд технических вопросов. В целом, избирательная система осталась практически такой же.
В 1984 году премьер-министр Фелипе Гонсалес оказался замешан в немецком скандале, известном как «дело Фликов», после того как депутат от СДПГ Петер Штрук сказал немецкой прессе, что другой депутат от его партии, Ханс-Юрген Вишневски, участвовал в передачи взятки в 1 миллион марок Гонсалесу. Сам политик отрицал получение денег и позже был оправдан из-за скандала комиссией Конгресса депутатов по расследованию обвинения.
Одновременно социалистическому правительству приходилось бороться с террористами из баскской сепаратистской организации ЭТА, которые в период с 1982 по 1986 год убили около ста человек. В ответ, власти ужесточили наказания за терроризм. Именно в эти годы появляются Антитеррористические группы освобождения, эскадроны смерти, которые в период с 1983 и до 1987 года незаконно вели так называемую «грязную войну» (исп. guerra sucia) против ЭТА, пользуясь покровительством властей и получая финансирование из бюджета.
В эти же годы, правительство ИСРП провело глубокую реорганизацию испанских Вооружённых сил. Объединённый комитет начальников штабов был преобразован в Штаб обороны, а его состав полностью обновлён, начальник штаба отныне подчинялся непосредственно министру обороны, что способствует увеличению гражданского контроля над военными. Также было проведено значительное сокращение высшего командного звена, а давно служившим офицерам предложили выйти на пенсию в обмен на экономические стимулы; при этом, заработная плата военнослужащих была увеличена на 15 %. И, наконец, Армии, ВМС и ВВС были объединены в рамках организационной и функциональной структуры Министерства обороны. С помощью этих реформ социалисты готовили Вооружённых силы к профессионализации и надеялись положить конец угрозе попыток военных переворота с конечной целью укрепления демократии в Испании.

### ЕЭС и НАТО
Одним из главных политических успехов первого социалистического правительства считается вступление Испании в Европейское экономическое сообщество (ЕЭС), которое состоялось 1 января 1986 года, завершив длительный процесс переговоров, которые начались в 1979 году. Процесс интеграции сдерживали нескольких факторов, в том числе, структура испанской экономики, которая противоречила европейским интересами (особенно в таких областях, как сельское хозяйство и рыболовство, мотивируя Францию просить о пересмотре общей сельскохозяйственной политики до вступления Испании); а также то, что ЕЭС по-прежнему переживал бюджетные внутренние проблемы, связанные с нефтяными кризисами 1970-х годов. Тем не менее, французская позиция была смягчилась после прихода к власти в 1982 году Фелипе Гонсалеса, имевшего хорошие отношения с президентом Франции социалистом Франсуа Миттераном. 12 июня 1985 года Испания, вместе с Португалией, подписала Акт о присоединении к ЕЭС от и стал официально членом сообщества 1 января 1986 года, таким образом, закончив длительный период изоляции от Европы.

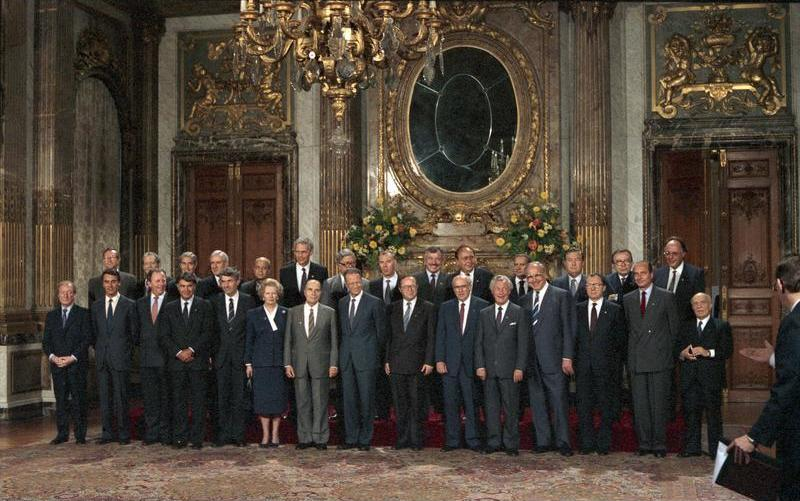
Вступление Испании в ЕЭС рассматривалось в качестве одного из главных политических успехов первого правительства Фелипе Гонсалеса

В то же время, позиция ИСРП по НАТО изменилась, оказавшись тесно связанной с переговорами о вступлении Испании в ЕЭС. Если во время предвыборной кампании 1982 года ИСРП критиковала кабинет Леопольдо Кальво-Сотело за вхождение НАТО в мае 1982 года и агитировала за проведение референдума по данному вопросу, то, придя к власти Фелипе Гонсалес превратился в одного из сторонников Североатлантического альянса. По мнению испанского историка Сантоса Хулии, основными факторами, которые повлияли на изменение позиции ИСРП были «давление со стороны США и ряда европейских стран, связь между пребыванием в НАТО и переговорами Испания-ЕЭС и растущее желание Министерства обороны достичь более тесных связей с Альянсом». В 1985 году началась подготовка к референдуму по членству в НАТО, который состоялся 12 марта 1986 года. Предварительно, Гонсалесу пришлось убедить собственную партию в своей правоте, что ему удалось на 30-м съезде ИСРП в декабре 1984 года, хотя поворот по вопросу НАТО и привёл к отставке министра иностранных дел Фернандо Морана.
В ходе кампании по проведению референдума ИСРП агитировала за членство в НАТО, главная партия левой оппозиции, Коммунистическая, выступала против, в то время как основная оппозициционная сила, Народный альянс, хотя и считался сторонником участия Испании в НАТО, призывала к неучастию в голосовании. В результате, социалисты одержали победу на рефеерндуме; за членство в НАТО отдали свои голоса 52,5 % пришедших голосовать (с 7,6 % бюллетеней были испорчены или незаполнены).

### Раскол внутри оппозиции
Провал на выборах 1982 года привёл в феврале 1983 года к самороспуску Союза демократического центра, победителя двух предыдущих выборных кампаний. Освободившееся на политической сцене место попытались занять другие партии, в первую очередь участники Народной коалиции Мануэля Фраги (избирательный блок во главе с Народным альянсом, включавший Народно-демократическую и Либеральную партию, а также ряд региональных партий), Демократический и социальный центр бывшего премьера Адольфо Суареса, Демократическая реформистская партия известного юриста Антонио Гарригеса Уокера и каталонского политика Микела Рока. Мануэль Фрага, лидер Народного альянса, решил воспользоваться подходящим моментом и реализовать на базе Народной коалиции свою идею «естественного большинства»: электорального пространства, которое должно было включить все не-левые и не-сепаратистские силы, от центристов до умеренных правых. Фрага был уверен, что эта стратегия принесёт победу на всеобщих выборах и позволит отстранить от власти ИСРП.
В свою очередь, каталонский политик Микел Рока пытался выйти на национальный уровень, создав Демократическую реформистскую партию, которая объединила возглавляемый им каталонско-националистический альянс Конвергенция и Союз, Либерально-демократическую партию Антонио Гарригеса Уокера, Галисийскую коалицию, Мальоркский союз, Канарскую конвергенцию и Прогрессивную партию Риохи, с целью «захвата 5 миллионов голосов политического центра». Учредительный съезд новой партии состоялся в ноябре 1984 года. Её основатели рассчитывали на поддержку различных секторов экономики и, в том числе, некоторых известных деятелей, так Генеральным секретарём новой организации стал бизнесмен Флорентино Перес, который позже возглавил «Реала». Процесс формирования партии и подготовки к всеобщим выборам получил неофициальное название «Операция Рока» (исп. Operation Roca) по её основному создателю. В то же время, партия Адольфо Суареса переживала период роста, позиционируя себя как силу политического центра, действующую между ИСРП слева и Народным альянсом справа. Попытки формирования единого союза между тремя политическими силами безуспешно предпринимались на протяжении 1985 года.
Между тем, Коммунистическая партия Испании переживала внутренний кризис. После провальных результатов выборов 1982 года, лидер партии Сантьяго Каррильо подал в отставку и его сменил Херардо Иглесиас. После XI Конгресса 18 декабря 1983 года, Компартия оказался разделена на три основные фракции: «каррилистас», сторонников Каррильо, «просоветскую» Игнасио Гальего и «реставраторов» (исп. renovators) Иглесиаса. Внутренние разногласия привели к выходу просоветской фракции Гальего из партии и созданию в начале 1984 года Коммунистической партии народов Испании. В апреле 1985 года, из ЦК партии были исключены Каррильо и его сторонники, что привело к массовому переходу «каррилистас» в Рабочую партию Испании–Коммунистическое единство.

### В преддверии выборов
В то время как всеобщие выборы 1986 года должны были пройти в октябре, ожидания того, что выборы состоятся досрочно, а именно в июне, одновременно с региональными выборами в Андалусии, продолжали расти после того, как стало известно, что некоторые группы внутри ИСРП требуют от Гонсалеса досрочного роспуска парламента. Среди причин внеочередных выборов были рост популярности партии (согласно опросам) после мартовского референдума по вступлению в НАТО, а также 300 миллионов песет, которые можно было сэкономить в случае отказа от проведения в Андалусии двух выборных кампаний. У идеи переноса выборов нашись и противники. В начале апреля несколько членов правительства, в том числе, министр культуры Хавьер Солана, заявили о необходимости провести выборы в октябре.. Сам Фелипе Гонсалес заявил, что не изучал вопроса о возможности досрочных выборов летом, отметив, что «октябрь является символической датой, которая должна соблюдаться», но не став при этом отрицать наличие сторонников переноса выборов в кабинете и партии. Лидеры главной оппозиционной партии, Народного альянса, были уверены в том, что выборы состоятся досрочные, утверждая, что иначе ИСРП ожидает длительная агония в оставшиеся до октября месяцы. И, наконец, 21 апреля, Фелипе Гонсалес объявил о намерении распустить парламент и назначить досрочные выборы на 22 июня, объяснив это желанием предотвратить «политическую неопределённость», которая могли бы отрицательно повлиять на принятие государственного бюджета на 1987 год.

## Предвыборная кампания

### ИСРП
Испанская социалистическая рабочая партия во главе с Фелипе Гонсалесом вела предвыборную кампанию на платформе непрерывности своей политики, делая особый акцент на идее прогресса и пытаясь подчеркнуть, что итоги работы социалистического правительства в течение последних четырёх лет были положительными для страны. Процесс демократизации после того, как бурные годы начала 1980-х был полностью завершён, угрозы прихода к власти военных больше не существовало, Испания была интегрирована в Европу, экономический кризис пройден, а его последствия успешно преодолеваются социалистическим правительством. Социалисты также делали акцент на идее, что программа партии ещё не выполнена полностью и многие её предложения по-прежнему остаётся выполнить. Другой важной идеей социалистической избирательной кампании заключалась в том, что не-социалистическое правительство ликвидирует политические и социальные достижения кабинета Гонсалеса, предупреждая избирателей о возможности прихода к власти коалиции центристов и правоцентристов в случае потери ИСРП абсолютного большинства в парламенте.
Были заметные расхождения по сравнению с агитационным стилем 1982 года. Так, Гонсалес, будучи премьер-министром, из-за нехватки времени мог принимать участие только в крупных мероприятиях и только в выходные дни. Он также, чтобы не портить имидж руководителя исполнительной власти, дистанцировался от прямой конфронтации с кандидатами других партий, как правило, оставляя эту задачу на вице-премьера Альфонсо Герра и других лидеров ИСРП. В отличие от выборов 1982 года, избирательный манифест ИСРП 1986 года не содержал какие-либо конкретные обязательства.
Оппозиционные партии, в свою очередь, обвиняли правительство ИСРП в грубой форме правления, высокомерии, не достаточной экономии государственных средств и информационной непрозрачности, что, по их мнению, было результатом абсолютного большинства, полученного в результате выборов 1982 года.
Одна из целей ИСРП во время избирательной кампании было сохранение за собой абсолютного большинства в Конгрессе депутатов. В конце концов, партия смогла достичь своей цели, хотя значительно уменьшила представительство в парламенте.

### Народная коалиция

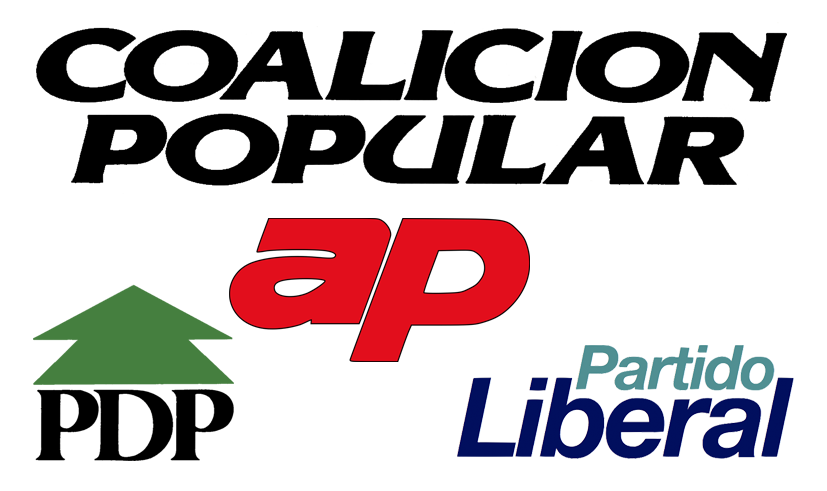
Логотип Народной коалиции (1986)

Готовясь к выборам 1986 года, Народный альянс во главе с Мануэлем Фрага, вновь создал широкую правоцентристскую коалицию, в которую вошли Народно-демократическая и Либеральная партии, а также ряд региональных партий в различных автономных сообществах, таких как Союз наваррского народа в Наварре и Центристы Галисии.
Кампания Народной коалиции строилась на критике правительства Гонсалеса, обвинениях в адрес ИСРП в нарушении своих предвыборных обещаний 1982 года и идее формирования широкой коалиции с возможным участием других партий, в первую очередь, Демократического и социального центра и Демократической реформистской, для лишения социалистов власти. Коалиция выпустила предвыборную программу, которая представляла из себя смесь экономического неолиберализма и социального консерватизма. Среди предвыборных обещаний были приватизация государственных компаний, в том числе, TVE 2, а также системы здравоохранения в целях снижения налогового бремени и государственных расходов; осуществление национального плана борьбы против наркотиков; запрет баскской левонационалистической партии Народное единство за её связь с боевиками ЭТА и ужесточение наказаний для террористов, обещая положить конец баскскому терроризму в течение 6 месяцев; отмена недавно утверждённого закона об абортах и пересмотра закона о разводах.
В свою очередь, Коалиция была подвергнута критике за её консерватизм, слабое противодействие правительству Гонсалеса и отсутствие инициативы. Призыв Коалиции воздержаться от участия в мартовском референдуме (несмотря на официальную позицию в пользу сохранения членства Испании в НАТО) навредила её позициям в преддверии выборов, так как, с одной стороны, в нём увидели политический оппортунизм с целью ослабить позиции Фелипе Гонсалеса, с другой стороны, он показал отсутствие политического руководства. В результате, убедительная победа ИСРП усилила её в глазах общества, в то время как позиция Коалиции на референдуме встретила скептицизм и неодобрение со стороны многих правоцентристски настроенных политиков и избирателей.

### Объединённые левые

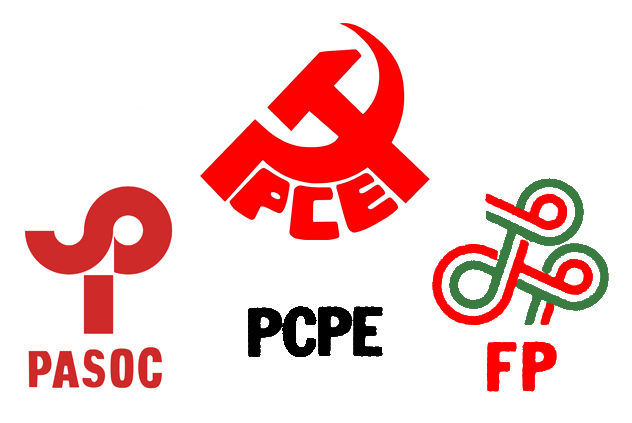
Логотип «Объединённых левых» (1986)

Основа для создания коалиции «Объединённые левые» была заложена в 1986 году во время кампании за выход Испании из НАТО. В то время как референдум 1986 года завершился сохранением членства в Североатлантическом альянсе, силы, находившиеся слева от ИСРП, решили сформировать единый список в преддверии выборов, который смог бы привлечь 7 миллионов избирателей, проголосовавших в марте. Помимо Коммунистической партии, которая с самого начала была главной партией широкой левой коалиции, к ней присоединились другие партии, в том числе, Объединённая социалистическая партия Каталонии, Партия социалистического действия, Республиканская левая, Коммунистическая партия народов Испании, Прогрессивная федерация и Коллектив рабочего единства — Андалусской левый блок.
Предвыборную кампанию «Объединённые левые» вели на левой платформе, обвиняя ИСРП в отказе от своих социалистических корней и ведении либеральной политики. На международной арене они обещали выйти из НАТО, ликвидировать американские базы и вывести американские войска из Испании, противодействовать вредным последствиям интеграции в ЕЭС, бороться против транснациональных корпораций и империализма, поддерживать инициативы по ликвидации ядерного оружия и против милитаризации космоса. Во внутренних делах коалиция выступала против политики промышленной конверсии социалистического правительства, которая осуществлялась без переговоров с профсоюзами, благодаря абсолютному большинству социалистов в Конгрессе., обещала национализировать банковский и энергетический сектора. Она также обещала крупные инвестиции в государственный сектор, аграрную реформу и федерализацию с целью «полного развития прав национальностей и регионов».

## Опросы
Результаты предвыборных опросов общественного мнения приведены в таблице ниже в обратном хронологическом порядке, показывая самые последние первыми. Приведены последние даты опроса, а не дата публикации. Если такая дата неизвестна, указана дата публикации. Самый высокий процент в каждом опросе отображается жирным шрифтом и выделен цветом ведущего участника. Колонка справа показывает разницу между двумя ведущими партиями в процентных пунктах. Если конкретный опрос не показывает данные для какой-либо из партий, ячейки этой партии, соответствующая данному опросу показана пустой.
| Организация                                                         | Дата         | Испанская социалистическая рабочая партия | Народная коалиция | Объединённые левые | Конвергенция и Союз | Демократический и социальный центр |     | Демократическая реформистская партия | Предел погрешности | Количество опрошенных | Разница |  |  |
| ------------------------------------------------------------------- | ------------ | ----------------------------------------- | ----------------- | ------------------ | ------------------- | ---------------------------------- | --- | ------------------------------------ | ------------------ | --------------------- | ------- |  |  |
| Организация                                                         | Дата         |                                           |                   |                    |                     |                                    |     |                                      |                    |                       |         |  |  |
| Итоги выборов Архивная копия от 3 марта 2016 на Wayback Machine     | 22 июня 1986 | 44,1                                      | 26,0              | 4,6                | 5,0                 | 9,2                                | 1,5 | 1,0                                  |                    |                       | 18,1    |  |  |
|                                                                     |              |                                           |                   |                    |                     |                                    |     |                                      |                    |                       |         |  |  |
| OTR Архивная копия от 5 марта 2016 на Wayback Machine               | 16 июня 1986 | 46,0                                      | 19,5              | 7,5                |                     | 12,5                               | 1,5 | 10,0                                 |                    |                       | 26,5    |  |  |
| Emopública Архивная копия от 18 сентября 2017 на Wayback Machine    | 15 июня 1986 | 48,0                                      | 22,6              | 4,7                |                     | 11,1                               | 1,7 | 5,8                                  |                    | 6 080                 | 25,4    |  |  |
| Eco Consulting Архивная копия от 28 августа 2016 на Wayback Machine | 15 июня 1986 | 40,2                                      | 25,5              | 5,7                |                     | 9,9                                |     | 4,0                                  |                    |                       | 14,7    |  |  |
| Telemarket Архивная копия от 4 марта 2016 на Wayback Machine        | 14 июня 1986 | 39,1                                      | 22,2              | 5,0                | 5,2                 | 5,4                                | 2,5 | 9,7                                  | ±1 pp              | 10 105                | 16,9    |  |  |
| Aresco Архивная копия от 4 марта 2016 на Wayback Machine            | 13 июня 1986 | 39,9                                      | 28,7              | 7,4                | 4,5                 | 9,0                                | 1,8 | 3,2                                  | ±2 pp              | 2 505                 | 11,2    |  |  |
| Perfiles Архивная копия от 5 марта 2016 на Wayback Machine          | 11 июня 1986 | 39,4                                      | 19,3              | 7,0                | 5,3                 | 2,9                                | 2,3 | 12,4                                 |                    |                       | 20,1    |  |  |
| Emopública                                                          | 11 июня 1986 | 45,5                                      | 23,0              | 5,5                | 4,0                 | 10,8                               | 1,1 | 2,2                                  |                    | 6 081                 | 22,5    |  |  |
| Emopública                                                          | 11 июня 1986 | 48,0                                      | 23,6              | 5,3                |                     | 11,1                               | 1,7 | 5,8                                  |                    | 6 081                 | 24,4    |  |  |
| Eco Consulting Архивная копия от 28 августа 2016 на Wayback Machine | 10 июня 1986 | 40,2                                      | 26,3              | 6,0                | 4,8                 | 9,6                                | 1,8 | 3,7                                  | ±3,1 pp            | 1 326                 | 13,9    |  |  |
| Gallup Архивная копия от 4 августа 2018 на Wayback Machine          | 9 июня 1986  | 40                                        | 24                | 6                  | 6                   | 9                                  | 2   | 4                                    |                    | 6 046                 | 16      |  |  |
| Demoscopia Архивная копия от 18 сентября 2017 на Wayback Machine    | 8 июня 1986  | 41                                        | 24                | 6                  | 6                   | 11                                 | 3   | 3                                    | ±1,4 pp            | 5 200                 | 17      |  |  |
| IOPE-ETMAR Архивная копия от 4 марта 2016 на Wayback Machine        | 7 июня 1986  | 42,4                                      | 24,1              | 4,9                | 4,7                 | 11,7                               | 1,7 | 2,8                                  | ±1,4 pp            | 7 029                 | 18,3    |  |  |
| Line-Staff Архивная копия от 4 марта 2016 на Wayback Machine        | 7 июня 1986  | 43,0                                      | 22,2              | 6,3                | 6,1                 | 8,3                                | 2,2 | 6,4                                  | ±1,2 pp            | 8 871                 | 20,8    |  |  |
| Eco Consulting Архивная копия от 28 августа 2016 на Wayback Machine | 3 июня 1986  | 40,3                                      | 26,5              | 5,9                | 5,4                 | 8,4                                | 1,8 | 3,6                                  | ±3,1 pp            | 1 311                 | 13,8    |  |  |
| Perfiles Архивная копия от 4 марта 2016 на Wayback Machine          | 3 июня 1986  | 40,3                                      | 19,7              | 6,0                | 4,9                 | 2,5                                | 2,2 | 12,9                                 | ±1,5 pp            | 4 480                 | 20,6    |  |  |
| Sigma Dos                                                           | 2 июня 1986  | 38,5                                      | 26,5              | 6,6                | 4,9                 | 8,7                                | 1,9 | 4,7                                  | ±3 pp              | 1 111                 | 12,0    |  |  |
|                                                                     |              |                                           |                   |                    |                     |                                    |     |                                      |                    |                       |         |  |  |

## Результаты

### Конгресс депутатов

Распределение мест среди партий:
Испанская социалистическая рабочая партия: 184
Народная партия: 105
Демократический и социальный центр: 19
Конвергенция и Союз+Галисийская коалиция: 19
Объединённые левые: 7
Баскская националистическая партия: 6
Народное единство: 5
Левые Страны Басков: 2
Валенсийский союз: 1
Канарские независимые: 1
Регионалистская арагонская партия: 1

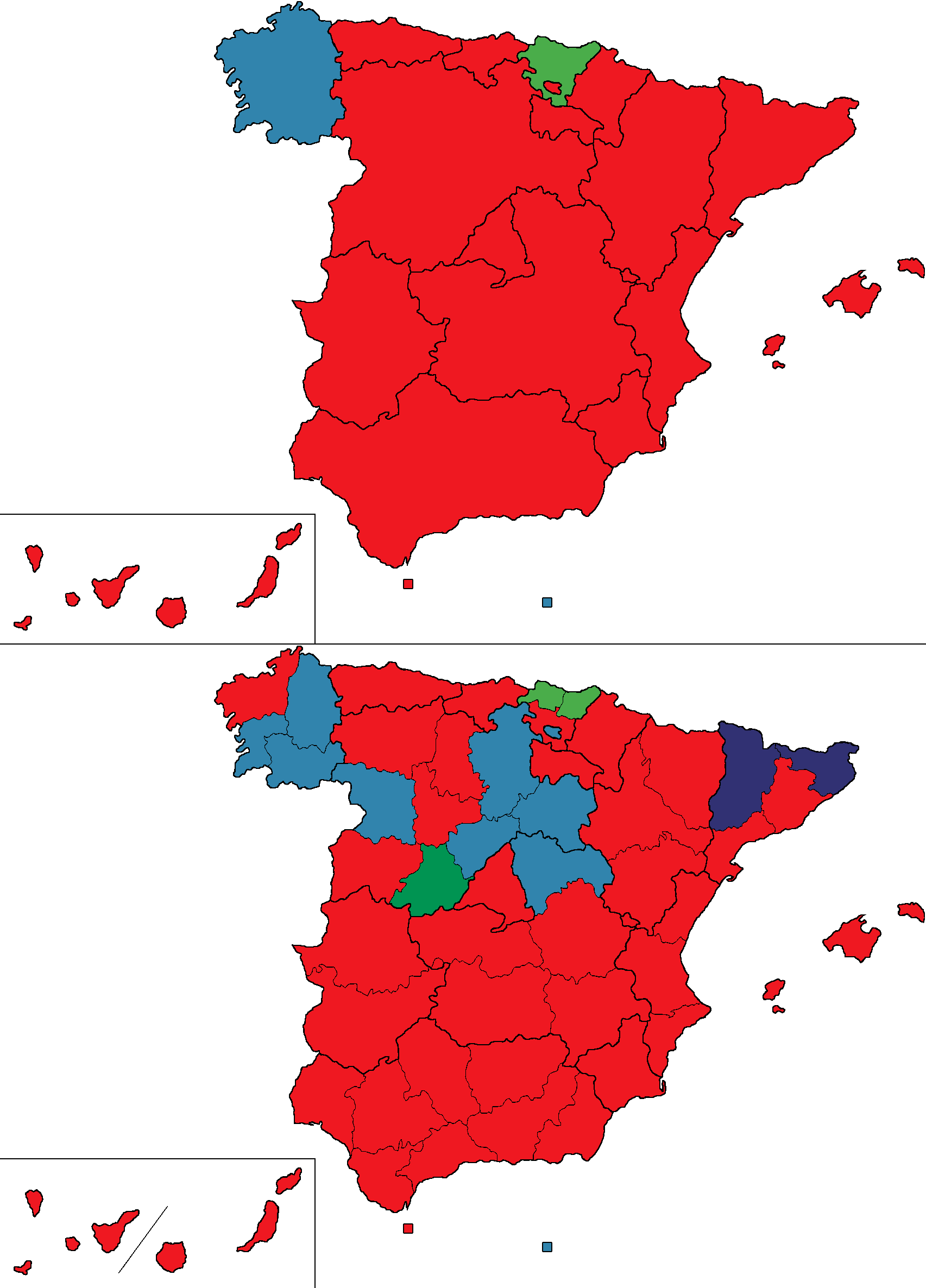
Наибольшее количество голосов за партию в автономных сообществах и провинциях
Испанская социалистическая рабочая партия
Народная партия
Конвергенция и Союз
Баскская националистическая партия
Демократический и социальный центр

| Партии и коалиции                  | Партии и коалиции                                       | Партии и коалиции                                                | Лидер                                 | Голоса     | Голоса | Голоса | Места | Места |
| Партии и коалиции                  | Партии и коалиции                                       | Партии и коалиции                                                | Лидер                                 | Голоса     | %      | ±п.п.  | Места | +/−   |
| ---------------------------------- | ------------------------------------------------------- | ---------------------------------------------------------------- | ------------------------------------- | ---------- | ------ | ------ | ----- | ----- |
|                                    | Испанская социалистическая рабочая партия               | исп. Partido Socialista Obrero Español, PSOE                     | Фелипе Гонсалес                       | 8 901 718  | 44,06  | ▼4,05  | 184   | ▼18   |
|                                    | Народная коалиция                                       | исп. Coalición Popular, CP                                       | Мануэль Фрага Ирибарне                | 5 247 677  | 25,97  | ▼0,39  | 105   | ▼2    |
|                                    | Демократический и социальный центр                      | исп. Centro Democrático y Social, CDS                            | Адольфо Суарес                        | 1 861 912  | 9,22   | ▲6,35  | 19    | ▲17   |
|                                    | Конвергенция и Союз                                     | кат. Convergència i Unió, CiU                                    | Микел Рока                            | 1 014 258  | 5,02   | ▲1,35  | 18    | ▲6    |
|                                    | Объединённые левые                                      | исп. Izquierda Unida, IU                                         | Херардо Иглесиас                      | 935 504    | 4,63   | ▲0,46  | 7     | ▲3    |
|                                    | Баскская националистическая партия                      | баск. Euzko Alderdi Jeltzalea, EAJ                               | Иньяки Анасагасти                     | 309 610    | 1,53   | ▼0,35  | 6     | ▼2    |
|                                    | Народное единство                                       | баск. Herri Batasuna, HB                                         | Джон Идигорас                         | 231 722    | 1,15   | ▲0,15  | 5     | ▲3    |
|                                    | Круглый стол коммунистического единства                 | исп. Mesa para la Unidad de los Comunistas, MUC                  | Сантьяго Каррильо                     | 229 695    | 1,14   | новая  | 0     | новая |
|                                    | Демократическая реформистская партия                    | исп. Partido Reformista Democrático, PRD                         | Антонио Гарригес Уокер                | 194 538    | 0,96   | новая  | 0     | —     |
|                                    | Левые Страны Басков                                     | баск. Euskadiko Ezkerra, EE                                      | Хуан Мария Бандрес                    | 107 053    | 0,53   | ▲0,05  | 2     | ▲1    |
|                                    | Андалусистская партия                                   | исп. Partido Andalucista, PA                                     |                                       | 94 008     | 0,47   | ▲0,07  | 0     | —     |
|                                    | Республиканская левая Каталонии                         | кат. Esquerra Republicana de Catalunya, ERC                      | Франсеск Висенс                       | 84 628     | 0,42   | ▼0,24  | 0     | ▼1    |
|                                    | Галисийская коалиция                                    | исп. Coalición Galega, CG                                        | Сенен Бернардес                       | 79 972     | 0,40   | новая  | 1     | —     |
|                                    | Рабочая социалистическая партия                         | исп. Partido Socialista de los Trabajadores, PST                 |                                       | 77 914     | 0,39   | ▼0,10  | 0     | —     |
|                                    | Регионалистская арагонская партия                       | исп. Partido Aragonés Regionalista, PAR                          | Иполито Гомес де лас Росес            | 73 004     | 0,36   | новая  | 1     | ▲1    |
|                                    | Канарские независимые                                   | исп. Agrupaciones Independientes de Canarias, AIC                | Мануэль Эрмосо                        | 65 664     | 0,33   | новые  | 1     | ▲1    |
|                                    | Валенсийский союз                                       | исп. Unión Valenciana, UV                                        | Мигель Рамон Искьердо                 | 64 403     | 0,32   | новые  | 1     | ▲1    |
|                                    | Партия коммунистов Каталонии                            | кат. Partit dels i les Comunistes de Catalunya, PCC              | Хуан Рамос Камареро                   | 57 107     | 0,28   | ▲0,06  | 0     | —     |
|                                    | Галисийская социалистическая партия — Галисийская левая | галис. Partido Socialista Galego-Esquerda Galega, PSG-EG         |                                       | 45 574     | 0,23   | ▲0,12  | 0     | —     |
|                                    | Испанская фаланга                                       | исп. Falange Española, FE                                        |                                       | 43 449     | 0,22   | ▲0,21  | 0     | новая |
|                                    | Единство коммунистов Испании                            | исп. Unificación Comunista de España, UCE                        |                                       | 42 451     | 0,21   | ▲0,10  | 0     | —     |
|                                    | Единство валенсийского народа                           | исп. Unidad del Pueblo Valenciano, UPV                           |                                       | 40 264     | 0,20   | ▲0,11  | 0     |       |
|                                    | Канарская ассамблея— Канарская националистическая левая | исп. Asamblea Canaria Izquierda Nacionalista Canaria, AC–INC     |                                       | 36 892     | 0,18   | ▲0,09  | 0     | —     |
|                                    | Конфедерация зелёных                                    | исп. Confederación de Los Verdes                                 |                                       | 31 909     | 0,16   | новая  | 0     | —     |
|                                    | Зелёная альтернатива                                    | исп. Alternativa Verda                                           |                                       | 29 567     | 0,15   | новая  | 0     | —     |
|                                    | Зелёные                                                 | исп. V.E.R.D.E.                                                  |                                       | 28 318     | 0,14   | новая  | 0     | —     |
|                                    | Коммунистическая партия Испании (марксистско-ленинская) | исп. Partido Comunista de España (marxista-leninista), PCE (m-l) |                                       | 27 473     | 0,14   | ▲0,03  | 0     | —     |
|                                    | Галисийский национальный народный блок                  | галис. Bloque Nacional Popular Galego, BNPG                      |                                       | 27 049     | 0,13   | ▼0,05  | 0     | —     |
|                                    | Интернационалистская рабочая социалистическая партия    | исп. Partido Socialista Obrero Internacionalista, POSI           |                                       | 21 853     | 0,11   | новая  | 0     | —     |
|                                    | Партии, набравшие менее 0,1 % голосов                   | Партии, набравшие менее 0,1 % голосов                            | Партии, набравшие менее 0,1 % голосов | 76 547     | 0,38   | ▼0,29  | 0     | —     |
|                                    | Пустые бюллетени                                        | Пустые бюллетени                                                 | Пустые бюллетени                      | 121 186    | 0,60   | ▲0,13  |       |       |
|                                    |                                                         |                                                                  |                                       |            |        |        |       |       |
| Всего                              | Всего                                                   | Всего                                                            | Всего                                 | 20 524 858 | 100,00 |        | 350   | —     |
| Недействительные голоса            | Недействительные голоса                                 | Недействительные голоса                                          | Недействительные голоса               | 321 939    | 1,57   | ▼0,38  |       |       |
| Зарегистрировано / Явка            | Зарегистрировано / Явка                                 | Зарегистрировано / Явка                                          | Зарегистрировано / Явка               | 29 117 613 | 70,49  | ▼9,48  |       |       |
|                                    |                                                         |                                                                  |                                       |            |        |        |       |       |
| Источник: Ministry of the Interior |                                                         |                                                                  |                                       |            |        |        |       |       |

1. ↑  В том числе, 21 депутат от Партии социалистов Каталонии
2. ↑  Коалиция партии Народный альянс, Народно-демократической партии, Либеральной партии, Центристов Галисии и Наваррского народного союза
3. ↑  Из них, 69 депутатов от Народного альянса, 21 от Народно-демократической партии, 12 от Либеральной партии, 2 от Наваррского народного союза и 1 от Центристов Галисии
4. ↑  Из них, 13 депутатов от Демократической конвергенции Каталонии и 5 от Демократического союза Каталонии
5. ↑  Коалиция Коммунистической партии Испании (КПИ), Коммунистической партии народов Испании (КПНИ), Прогрессивной федерации (ПФ), Партии социалистического действия, Гуманистической партии Испании, Карлистской партии, Республиканской левой и Каталонского левого союза, состоящего из Объединённой социалистической партии Каталонии и Националистической левой.
6. ↑  В том числе, 4 депутата от КПИ и по 1 от ОСПК, КПНИ и ФП
7. ↑  Коалиция, созданная Рабочей партией Испании–Коммунистическое единство[исп.] во главе с исключённым из КПИ Сантьяго Каррильо
8. ↑  Приведены результаты партии без учёта голосов, поданных за КиС, Галисийскую коалицию, Мальоркский союз, Канарскую конвергенцию и Прогрессивную партию Риохи
9. ↑  Создана в результате объединения Галисийской социалистической партии и Галисийской левой
10. ↑  «Единая Эстремадура», Социалистическая партия андалусийского народа, ПСМ-Националистическое соглашение, Коалиция национального единства, Революционная рабочая партия Испании, Социал-демократическая партия Каталонии, Группы независимых избирателей, Леонская конвергенция, Регионалистская партия Страны Леон, Валенсийская националистическая левая, Коммунистическая рабочая лига, Умеренная партия — Центристы Наварры, «Естественная культура», Мурсийская регионалистская партия, Испанская демократическая партия, Националистическая партия Кастилии и Леона, Кандидаты за автономию, Проверистская партия, Группа избирателей — Группа независимых Сеуты, Испанская христианская партия, Коммунистическое движение Страны Басков, Революционная коммунистическая лига

### Сенат
В выборах 208 сенаторов приняли участие 20 474 119 человек (70,32 %). Недействительных бюллетеней — 678 993 (3,32 %), пустых бюллетеней — 311 305 (1,57 %).
| Партии и коалиции                         | Партии и коалиции                         | Партии и коалиции                                 | Лидер                  | Места | Места |
| Партии и коалиции                         | Партии и коалиции                         | Партии и коалиции                                 | Лидер                  | Места | +/−   |
| ----------------------------------------- | ----------------------------------------- | ------------------------------------------------- | ---------------------- | ----- | ----- |
|                                           | Испанская социалистическая рабочая партия | исп. Partido Socialista Obrero Español, PSOE      | Фелипе Гонсалес        | 124   | 10▲   |
|                                           | Народная коалиция                         | исп. Coalición Popular, CP                        | Мануэль Фрага Ирибарне | 63    | 9▲    |
|                                           | Конвергенция и Союз                       | исп. Convergència i Unió, CiU                     | Микел Рока             | 8     | 3▲    |
|                                           | Баскская националистическая партия        | баск. Euzko Alderdi Jeltzalea, EAJ                | Иньяки Анасагасти      | 7     | ▬     |
|                                           | Демократический и социальный центр        | исп. Centro Democrático y Social, CDS             | Адольфо Суарес         | 3     | 3▲    |
|                                           | Народное единство                         | баск. Herri Batasuna, HB                          | Джон Идигорас          | 1     | 1▲    |
|                                           | Ассамблея Махореро                        | исп. Asamblea Majorera, AM                        |                        | 1     | 1▬    |
|                                           | Канарская группа независимых              | исп. Agrupaciones Independientes de Canarias, AIC |                        | 1     | 1▲    |
|                                           |                                           |                                                   |                        |       |       |
| Всего                                     | Всего                                     | Всего                                             | Всего                  | 208   | ▬     |
|                                           |                                           |                                                   |                        |       |       |
| Источник: Ministry of the Interior (исп.) |                                           |                                                   |                        |       |       |

## Результаты по регионам
Распределение голосов и мандатов за партии и коалиции по регионам Испании.
| Регион            | ИСРП       | ИСРП  | НК         | НК    | ДСЦ        | ДСЦ   | ОЛ         | ОЛ    | РПИ        | РПИ   | ДРП        | ДРП   | Регионалисты | Регионалисты | Всего |
| Регион            | Голоса (%) | Места | Голоса (%) | Места | Голоса (%) | Места | Голоса (%) | Места | Голоса (%) | Места | Голоса (%) | Места | Голоса (%)   | Места        | Всего |
| ----------------- | ---------- | ----- | ---------- | ----- | ---------- | ----- | ---------- | ----- | ---------- | ----- | ---------- | ----- | ------------ | ------------ | ----- |
| Андалусия         | 57,0       | 42    | 22,7       | 15    | 5,6        | 0     | 8,1        | 3     | 1,1        | 0     | 0,8        | 0     | 3,2          | 0            | 60    |
| Арагон            | 43,3       | 8     | 26,1       | 4     | 11,2       | 1     | 3,4        | 0     | 1,3        | 0     | 1,1        | 0     | 11,0 %       | 1            | 14    |
| Астурия           | 46,0       | 5     | 27,2       | 2     | 13,1       | 1     | 9,2        | 1     | 1,6        | 0     | 0,8        | 0     | —            | —            | 9     |
| Балеары           | 40,3       | 3     | 34,3       | 3     | 11,3       | 0     | 2,3        | 0     | 0,5        | 0     | 7,1        | 0     | 2,2          | 0            | 6     |
| Валенсия          | 47,5       | 18    | 28,8       | 10    | 8,8        | 2     | 4,7        | 1     | 1,4        | 0     | 1,3        | 0     | 5,0          | 0            | 31    |
| Галисия           | 35,7       | 11    | 39,2       | 13    | 8,5        | 2     | 1,1        | 0     | 0,9        | 0     | —          | —     | 11,8         | 1            | 27    |
| Канары            | 36,0       | 6     | 23,3       | 3     | 16,9       | 3     | 4,3        | 0     | —          | —     | 1,4        | 0     | 15,3         | 1            | 13    |
| Кантабрия         | 44,3       | 3     | 34,0       | 2     | 12,9       | 0     | 9,2        | 0     | 1,2        | 0     | 1,3        | 0     | —            | —            | 5     |
| Кастилия-Ла-Манча | 47,8       | 12    | 34,8       | 8     | 9,7        | 0     | 4,1        | 0     | 0,8        | 0     | 0,9        | 0     | —            | —            | 20    |
| Кастилия-Леон     | 38,8       | 16    | 35,8       | 14    | 17,4       | 4     | 2,5        | 0     | 1,1        | 0     | 1,3        | 0     | —            | —            | 34    |
| Каталония         | 41,0       | 21    | 11,4       | 6     | 4,1        | 1     | 3,9        | 1     | 0,6        | 0     | —          | —     | 28,4         | 18           | 47    |
| Мадрид            | 40,8       | 15    | 31,9       | 11    | 13,9       | 5     | 6,0        | 2     | 2,4        | 0     | 1,4        | 0     | —            | —            | 33    |
| Мурсия            | 48,8       | 5     | 34,3       | 3     | 8,3        | 0     | 4,5        | 0     | 0,5        | 0     | 1,3        | 0     | —            | —            | 8     |
| Наварра           | 35,5       | 2     | 29,6       | 2     | 9,5        | 0     | 1,5        | 0     | 0,5        | 0     | 2,0        | 0     | 19,2 %       | 1            | 5     |
| Риоха             | 43,9       | 2     | 39,2       | 2     | 10,1       | 0     | 2,0        | 0     | 1,0        | 0     | 1,9        | 0     | —            | —            | 4     |
| Страна Басков     | 26,3       | 7     | 10,5       | 2     | 5,0 %      | 0     | 1,2        | 0     | 0,9        | 0     | —          | —     | 54,6         | 12           | 21    |
| Эстремадура       | 55,9       | 7     | 26,7       | 4     | 8,0        | 0     | 3,9        | 0     | 0,7        | 0     | 0,9        | 0     | 2,6          | 0            | 11    |
| Сеута             | 45,2       | 1     | 36,3       | 0     | 7,9        | 0     | 1,4        | 0     | —          | —     | 2,0        | 0     | 5,6          | 0            | 1     |
| Мелилья           | 35,6       | 0     | 45,9       | 1     | 11,2       | 0     | 2,8        | 0     | —          | —     | 2,3        | 0     | —            | —            | 1     |
| Всего             | 44,1       | 184   | 26,0       | 105   | 9,2        | 19    | 4,6        | 7     | 1,1        | 0     | 1,0        | 0     | н/д          | н/д          | 350   |

1. ↑  Андалусистская партия — 2,8 %, Социалистическая партия андалусийского народа — 0,4 %
2. ↑  Регионалистская арагонская партия
3. ↑  Регионалистская арагонская партия
4. ↑  Левое соглашение Менорки
5. ↑  Социалистическая партия Мальорки
6. ↑  Объединённые левые Страны Валенсия
7. ↑  Валенсийский союз — 3,1 %, Единство валенсийского народа — 1,9 %
8. ↑  Вместе с Центристами Галисии
9. ↑  Галисийская коалиция — 6,2 %, Галисийская социалистическая партия — Галисийские левые — 3,5 %, Галисийский народный национальный блок — 2,1 %
10. ↑  Галисийская коалиция
11. ↑  Канарская единая левая
12. ↑  Канарская конвергенция
13. ↑  Канарские независимые — 9,8 %, Канарская ассамблея—Канарская националистическая левая — 5,5 %
14. ↑  Канарские независимые
15. ↑  Партия социалистов Каталонии
16. ↑  Каталонский левый союз: ОСПК и Левое националистическое соглашение
17. ↑  Конвергенция и Союз — 32,0 %, Республиканская левая Каталонии — 2,7 %, Партия коммунистов Каталонии — 1,6 %, Экологическая партия Каталонии — 0,4 %
18. ↑  Конвергенция и Союз
19. ↑  Вместе с Союзом наваррского народа
20. ↑  Народное единство[англ.] — 13,9 %, Левые Страны Басков — 2,8 %, Баскская националистическая партия — 1,8 %, Партия умеренных — Центристы Наварры — 0,7 %
21. ↑  Народное единство[англ.]
22. ↑  Партия Риохи
23. ↑  Коммунистическая партия Страны Басков
24. ↑  Баскская националистическая партия — 27,8 %, Народное единство[англ.] — 17,7 %, Левые Страны Басков — 9,1 %
25. ↑  Баскская националистическая партия — 6, Народное единство[англ.] — 4, Левые Страны Басков — 2
26. ↑  Единая Эстремадура
27. ↑  Кандидаты за автономию — 3,1 %, Группа избирателей — Группа независимых Сеуты — 2,5 %

Социалисты победили в 38 провинциях, а также в Сеуте. Народная коалиция выиграла выборы в 7 провинциях (Луго, Оренсе, Понтеведра, Самора, Сеговия, Сория, Бургосе и Гвадалахаре), а также в Мелилье. Баскские националисты первенствовали в Бискайе и Гипускоа. "Конвергенция и Союз занял первое место в Жироне и Льейде. Демократический и социальный центр победил в Авиле.

## После выборов
Вновь получив по итогам выборов абсолютное большинство в нижней палате, социалисты смогли без труда утвердить своего лидера Фелипе Гонсалес на второй срок подряд во главе испанского правительства. За него уже в первом туре голосования, состоявшегося 23 июля 1986 года, отдали свои голоса 184 депутата из 350. Тем не менее, Гонсалес получил поддержку только со стороны своей собственной партии, ИСРП; все другие оппозиционные партии, кроме БНП, которая воздержалась от голосования, проголосовали против.
Результаты выборов 1986 года показали небольшие изменения в балансе сил по отношению к 1982 году. В целом, Испанская социалистическая рабочая партия осталась доминирующей силой в испанской политике, во второй раз подряд обеспечив себе абсолютное большинство в Конгрессе депутатов. Этому способствовала победа социалистов на референдуме по вопросу членства в НАТО в марте того же года, который фактически превратился в плебисцит по доверию Фелипе Гонсалесу. Результаты выборов дополнительно укрепили его политические позиции, обеспечив лидеру социалистов новый мандат на продолжение реформ. Тем не менее, выборы продемонстрировали первые признаки усталости от правительства ИСРП, так как партия понесла значительные потери в крупных городах, которые в 1982 году обеспечили убедительную победу ИСРП. Сильнее всего пострадали позиции социалистов в Мадриде, где за них проголосовали всего 40 % по сравнению с 52 % четырьмя года ранее. В то же время, другие партии не смогли воспользоваться растущим недовольством социалистами. В результате, апатия избирателей и отсутствие сильных альтернатив Гонсалесу вылились в падение явки.
Правоцентристская Народная коалиция не смогла улучшить свои позиции по сравнению с выборами 1982 года, добившись только небольших успехов в Кастилии и Леоне, Эстремадуре и Мелилье, одновременно потеряв голоса в других местах. После того, как результаты выборов показали, что коалиции вновь не удалось заручиться поддержкой избирателей-центристов, она оказалась в состоянии глубокого кризиса. Депутаты от Народно-демократической партии сразу после выборов сформировали собственную фракцию в Конгрессе депутатов, тем самым уменьшив численность парламентской группы Коалиции до 84 человек. В ноябре 1986 года, после катастрофических результатов Народного альянса на региональных выборах в Стране Басков, Мануэль Фрага уходит в отставку с поста лидера партии, тем самым углубляя партийный кризис, который будет длиться вплоть до создания Народной партии в 1989 году.
Демократический и социальный центр Адольфо Суареса практически занял место развалившегося Союза демократического центра, став в итоге третьей силой в Конгрессе. Для Демократической реформистской партии Микеля Рока результаты выборов оказались настоящей катастрофой, нанеся сильнейший удар по национальным стремлениям политика и приведя к расформированию партии вскоре после этого. В то же время, в Каталонии, которая уже многолет считалась оплотом социалистов, возглавляемый Рокой альянс Конвергенция и Союз добился значительных успехов, резко сократив свой разрыв с разрыв с Партией социалистов Каталонии. Недавно сформированная коалиция «Объединённые левые» смогла превзойти результаты Компартии Испании 1982 году, несмотря на раскол в её рядах.